# Cleopatra Records
La Cleopatra Records è un'etichetta discografica indipendente statunitense con base a Los Angeles, California. È specializzata in pubblicazioni di gruppi heavy metal, hair metal, hard rock, industrial e goth rock.

## Storia
Fondata nel 1992 dall'amante della musica Brian Perera, l'etichetta è specializzata in gothic rock, hard rock, heavy metal e ripubblicazione di album fuori stampa. È famosa per le sue compilation, di solito collezioni di cover suonate dalle band iscritte all'etichetta.
Alla metà degli anni novanta, la Cleopatra pubblicò album tributo al goth, techno, industrial di band come The Cure, Siouxsie and the Banshees, The Sisters of Mercy, e New Order. Queste vendettero molto bene che la Cleopatra continuò a pubblicare pezzi di artisti considerati degni di un tributo.

### Primi successi
La Cleopatra ottenne un notevole successo nei primi anni novanta nell'ambito del goth statunitense e della musica industrial, pubblicando alcune compilation e ristampe.
Tutte queste introducevano una nuova generazione di ascoltatori del genere dark, e la ri-pubblicazione di album classici di Kraftwerk, Nico, e Hawkwind furono per molti anni le uniche versioni americane in stampa per questi dischi. 

### Dominio del mercato
Il dominio di Cleopatra sul mercato americano per la musica goth/industrial fu forte fino al 1997, quando scritturò il leggendario synthpopper Gary Numan, che si univa ad una schiera già impressionante che includeva (per contratto o licenza) Electric Hellfire Club, Switchblade Symphony, Leæther Strip, X Marks the Pedwalk, Mephisto Walz, Kill Switch...Klick, Information Society, Heaven 17, Download, Noise Box, e Razed in Black.
L'etichetta divenne un riferimento anche per il revival del hair metal, pubblicando materiale di gruppi come Lita Ford, Dangerous Toys, Warrant, L.A. Guns, Quiet Riot, Pretty Boy Floyd, Great White, Junkyard, Cinderella, BulletBoys, Lynch Mob, M.S.G., George Lynch, King Kobra, Stephen Pearcy dei Ratt, Jetboy, Desperado, oltre al progetto parallelo The Head Cat di Lemmy Kilmister dei Motörhead.	
L'etichetta pubblicò anche il discusso The Roots of Guns N' Roses degli Hollywood Rose, la band che in origine diede vita ai Guns N' Roses. Infatti alla sua uscita, Axl Rose, Slash e Duff McKagan dei GNR, fecero causa all'etichetta per impedire la pubblicazione dell'album, soprattutto perché nel titolo "Hollywood Rose: The Roots of Guns N' Roses" appariva il nome dei Guns N' Roses. Nel mese di novembre del 2004 ed aprile 2005, la corte reagì a favore della Cleopatra e contro Rose. Per concludere, in maggio, il giudice Gary Allen Feess, del distretto della California, ricevette da parte della Cleopatra Records la richiesta di un risarcimento di 24.176.38 dollari.
La label divenne nota anche per la pubblicazione di diversi tribute album tra cui Covered Like a Hurricane: A Tribute to the Scorpions/Tribute to the Scorpions: Six Strings, Twelve Stings, Leppardmania: A Tribute to Def Leppard, Flying High Again - The World's Greatest Tribute to Ozzy Osbourne, '80s Metal - Tribute to Van Halen, Humanary Stew: A Tribute to Alice Cooper e Straight to Hell.

## Sudsidiarie
L'etichetta inglobò alcune sussidiarie più piccole che si adattavano ai gusti musicali di Perera, inclusa una per Krautrock e un'etichetta techno. Il fattore che fu più importante nel boom finanziario della Cleopatra in quest'area, tuttavia, fu il tribute album.
Più tardi molte delle band si ritirarono o firmarono con altre etichette: Switchblade Symphony implose dopo l'insuccesso nella vendita del loro secondo e terzo album, Electric Hellfire Club, Information Society e Dead or Alive smisero di fare dischi, Kill Switch...Klick formarono la loro etichetta Go-Kustom Rekords Heaven 17, Download, Gary Numan, X Marks the Pedwalk, ed Ikon furono tutti scritturati da altre compagnie.
Aggiunto a questo il fatto che due etichette europee con le quali la Cleopatra aveva la licenza di pubblicazione per il mercato oltre oceano deals—Zoth Ommog e Hard Records—both fallirono, e Cleopatra cadde improvvisamente in una situazione molto brutta. Tuttavia, artisti come Razed In Black, e più tardi Zeromancer e Bella Morte, generarono alcune vendite per l'etichetta.

## X-Ray Records
X-Ray Records è una divisione dell'etichetta Cleopatra Records, Inc. concentrato sull'hip hop e sul moderno R&B. La X-Ray Records è stata creata nel 2000 durante il periodo in cui l'etichetta stava iniziando a diversificarsi dopo essersi concentrata prevalentemente sulla musica gotica e industriale di fine anni '90. Ha introdotto i SX-10, una band metal hip hop fondata dal rapper Sen Dog. Successivamente ha pubblicato musica di KRS-One, Mellow Man Ace, Gravediggaz, Junior M.A.F.I.A. e i Westside Connection.
X-Ray raggiunse il primato per la famiglia Cleopatra nel 2005, quando l'album It's Not a Game di Layzie Bone, membro dei Bone Thugs-n-Harmony, entrò nella classifica Billboard Top 100. Ciò ha attratto più talenti musicali tra cui DMX, Loon, Pastor Troy, Coolio, Afroman e Vanilla Ice.
Nel 2018, X-Ray Records ha organizzato un'altra importante incursione nel mondo dell'hip hop con uscite provenienti da Gunplay, Riff Raff, Onyx, Luniz, Black Sheep, Petey Pablo, Lil Reese, Ca$his e Case. L'anno è stato il culmine del successo per via del profilo più alto che ha acquisito nel giro di poco tempo. Tra gli album pubblicati quell'anno ci sono: l'album in studio The Lost Tapes di Ghostface Killah e due album di remix pubblicati simultaneamente come The Ghost Files.
Oltre agli artisti affermati, l'etichetta ha iniziato a collaborare con altri artisti nuovi e emergenti come Reggie Mills, Young Syrup, Itsoktocry, Angela Mazzanti, Lil Flash, Ballout e tanti altri.

## Situazione attuale
Oggi, Cleopatra è principalmente fondata sulle sue sotto etichette (Hypnotic, Dead Line Music, Stardust Records, Master Classics, Magick Records, Purple Pyramid, e Goldenlane Records), che offrono ripubblicazioni prog rock reissues, metal e techno acts, così come pop ed easy listening tributes. Avendo relegato gli album tributo ad altro, la Cleopatra ora si focalizza ancora nelle compilation non cover e nel ripubblicare principalmente gemme della scena heavy metal e goth/industrial fuori stampa.